# Tanygnathus
A nagycsőrűpapagáj (Tanygnathus) a madarak osztályának papagájalakúak (Psittaciformes) rendjébe, a szakállaspapagáj-félék (Psittaculidae) családjába és a szakállaspapagáj-formák (Psittaculinae) alcsaládjába tartozó nem.

## Rendszerezésük
A nemet Johann Georg Wagler német ornitológus 1832-ben nevezte el, és jelenleg az alábbi 5 faj tartozik ide:
- Kékhátú nagycsőrűpapagáj (Tanygnathus everetti)
- Feketekantárú nagycsőrűpapagáj (Tanygnathus gramineus)
- Kékfejű nagycsőrűpapagáj (Tanygnathus lucionensis)
- Feketevállú nagycsőrűpapagáj (Tanygnathus megalorhynchos)
- Celebeszi nagycsőrűpapagáj (Tanygnathus sumatranus)